# Oney Lorcan
Christopher Girard (* 21. Dezember 1985 in Boston, Massachusetts) ist ein amerikanischer Wrestler, der unter dem Ringnamen Biff Busick antritt. Er ist derzeit Free Agent. Sein bislang größter Erfolg ist der Erhalt der NXT Tag Team Championship bei WWE.

## Wrestling-Karriere

### Erste Anfänge (2008–2012)
Girard begann im August 2008 mit dem Training im Chaotic Training Center. Nach zwei Jahren Training und Arbeit für Chaotic Wrestling zog er nach Calgary, Alberta, Kanada und schrieb sich im September 2010 an der Storm Wrestling Academy ein. Nachdem er drei Jahre bei Lance Storm trainiert hatte, zog er nach Dallas, Texas, und erhielt zusätzliche Ausbildung von Sho Funaki.

### Combat Zone Wrestling (2012–2015)
Unter dem Ringnamen Biff Busick debütierte er am 13. Oktober 2012 in einem Dark Match bei Combat Zone Wrestling bei CZW Cerebral und schloss sich The Front an. Busick wurde 2014 beim CZW Best of the Best XIII-Turnier bekannt, bei dem er Azrieal, Caleb Konley und Chuck Taylor besiegte, um das Finale zu erreichen. Busick wurde jedoch im Finale von Drake Younger besiegt. Als Nächstes trat Busick gegen den CZW Heavyweight Champion Drew Gulak an. Bei CZW To Infinity wurde Busick am 27. April 2014 in einem Titelmatch von Gulak besiegt. Im folgenden Monat besiegte Busick Gulak und gewann die CZW Heavyweight Championship. Über 161 Tage verteidigte Busick den Titel gegen Wrestler wie Danny Havoc, Mike Bailey und Dave Crist. Sozio besiegte Busick, um den Titel zu gewinnen.

### Evolve (2013–2015)
Busick gab sein Debüt in Evolve bei „Evolve 23“ und gewann ein Match gegen Green Ant, Josh Alexander und Maxwell Chicago. Bei „Evolve 24“ wurde Busick im Finale des „Style Battle 2013 Tournament“ von Drew Gulak besiegt. Bei „Evolve 28“ besiegte Busick Drew Gulak.

### Pro Wrestling Guerrilla (2014–2015)
Am 29. August 2014 gab Busick sein Debüt für Pro Wrestling Guerrilla und nahm an ihrem jährlichen Battle of Los Angeles Turnier teil, bei dem er in der ersten Runde gegen Roderick Strong verlor. Am 27. Februar 2015 holte Busick bei From Out of Nowhere seinen ersten Sieg bei PWG, indem er seinen alten Rivalen Mike Bailey besiegte. Sein letztes Match für PWG verlor er gegen Chris Hero.

### World Wrestling Entertainment (2009, 2011 & 2015–2021)
Er erschien bei Smackdown am 1. Januar 2010 als "The Carolina Panther" in einem Squash Match gegen The Great Khali. Zudem erschien er bei Raw am 10. Oktober 2011 und bei Smackdown am 28. Oktober 2011, als Assistent für Papiertüten während Cody Rhodes undashing Gimmick. Am 1. September 2015 wurde berichtet, dass Girard einen Entwicklungsvertrag bei der WWE unterzeichnet hatte. Er gab sein Debüt bei einer NXT Houseshow am 30. Oktober in einer Halloween Battle Royal, welche von Bayley gewonnen wurde. Am 9. Januar 2016 gab er sein Single Debüt unter seinem richtigen Namen und verlor gegen Rich Swann. Bei einer Reihe von Fernsehaufnahmen, die am 22. Januar stattfanden, gab er sein Fernsehdebüt, als er gegen Apollo Crews verlor. Im Juni 2016 debütierte er mit dem neuen Ringnamen Oney Lorcan.
Ab August trat Lorcan gegen Danny Burch an. Nach ein Paar siegen bildeten sie ein Tag Team und traten gegen Riddick Moss und Tino Sabbatelli an. Anfang 2018 nahmen sie am Dusty Rhodes Tag Team Classic teil, wurden jedoch in der ersten Runde vom Team von Roderick Strong und Pete Dunne eliminiert. Lorcan erlitt während seines Tag Team Matches mit Burch gegen The Undisputed Era bei NXT Takeover: Chicago einen orbitalen Knochenbruch, der einen Eingriff erforderte. Lorcan kehrte zwei Monate vor dem Tag seiner Verletzung am 16. August zurück und verlor bei einem NXT Live Event gegen War Raiders. Im Februar 2019 nahmen Lorcan und Burch am Dusty Rhodes Tag Team Classic-Turnier teil, wurden jedoch in der ersten Runde von The Forgotten Sons eliminiert.
Im März 2019 nahm Lorcan an einem Turnier auf 205 Live teil, um einen Herausforderer für die NXT Cruiserweight Championship bei WrestleMania 35 zu benennen. Er besiegte Humberto Carrillo in der ersten Runde, verlor aber in der zweiten Runde gegen Cedric Alexander. Am 26. März 2019 wurde bekannt gegeben, dass er zu 205 Live wechselt, aber weiterhin für NXT ringen würde. In der Folge von NXT vom 18. September wurde Lorcan von Lio Rush in einem #1 Contenders Match für die NXT Cruiserweight Championship besiegt. Am 6. Dezember 2019 gab Oney Lorcan auf Twitter bekannt, dass er einen mehrjährigen Vertrag mit der WWE unterzeichnet hat.
In der Folge von NXT UK vom 13. Februar 2020 tat sich Lorcan mit Danny Burch in einem Tag Team Match zusammen, um The Hunt zu besiegen. In der NXT-Folge vom 20. Mai besiegten Lorcan und Burch Ever-Rise und riefen anschließend die NXT Tag Team Champions Imperium Marcel Barthel und Fabian Aichner heraus. In der folgenden Woche forderten sie Imperium für die Titel heraus, die Titel konnten sie jedoch nicht gewinnen. Am 21. Oktober 2020 gewannen sie die NXT Tag Team Championship. Hierfür besiegten sie Breezango Fandango und Tyler Breeze.
Bei NXT TakeOver: WarGames IV am 6. Dezember 2020 bestritt er zusammen mit Pat McAfee, Pete Dunne und Danny Burch ein War Games-Match, dieses verloren sie. Die Regentschaft hielt 153 Tage und die Titel wurden am 23. März 2021, aufgrund einer Verletzung von Burch, für vakant erklärt. Am 4. November 2021 wurde er von WWE entlassen.

## Titel und Auszeichnungen
- Beyond Wrestling
  - Greatest Rivals Round Robin Tournament (2015)
  - Tournament For Tomorrow 3:16 (2014) mit Drew Gulak

- Combat Zone Wrestling
  - CZW World Heavyweight Championship (1×)

- Premier Wrestling Federation Northeast
  - PWF Northeast Lightning Cup Championship (1×)

- Top Rope Promotions
  - TRP Heavyweight Championship (1×)
  - TRP Interstate Championship (1×)
  - TRP Kowalski Cup Tournament (2013)

- Wrestling Is Respect
  - Quest to the Best (2013)

- WWE
  - NXT Tag Team Championship (1×) mit Danny Burch

- Pro Wrestling Illustrated
  - Nummer 157 der Top 500 Wrestler in der PWI 500 in 2014
  - Nummer 187 der Top 500 Wrestler in der PWI 500 in 2019